# Sugarbabe
Sugarbabe är en svensk ungdoms- och dramaserie från 2023 som hade premiär på SVT Play och SVT den 17 november 2023. Första säsongen består av 6 avsnitt .

## Handling
Serien kretsar kring de 15 åriga tjejerna Sole och Olivia vars största dröm är att få resa till USA och slå igenom som dansare. Problemet är att de saknar pengar. För att tjäna in pengar till sin resa startar de ett konto på en sugardejtingsida i syfte att blåsa killar på pengar. De hamnar dock snabbt i problem när en man kräver sina pengar tillbaka och börjar hota dem.

## Rollista i urval[4]
- Julia Sjöberg - Sole
- Estelle Löfgren Hadir - Olivia
- Vanessa Tsipogiannis - Lea
- Adnan Sahuric - Simon
- Julia Hansson - Vanessa
- Mads Korsgaard - Businessman
- Sara Chaanhing Kennedy - Ulrika Jacobi